# حسن سهيل
حسن سهيل ولد (13 أبريل 1964 -) وهو لاعب كرة قدم إماراتي، لعب مع منتخب الإمارات لكرة القدم.

## حياته المهنية
حقق معه العديد من البطولات والانجازات كدورة كأس الخليج العربي الثالثة عشر عام 1996 بسلطنة عمان، الوصل لنهائيات كاس امم آسيا الحادية عشر سنه 1996 بالإمارات، الدورة الوديه الثانية بدبي عام 1996، وشارك مع منتخب بلاده في بطول كأس القارات سنة 1997 بالسعودية. وشارك في تصفيات كأس العالم 1998 ( الدور الأول والثاني )،  وفاز بدورة كأس الخليج العربي الرابعة عشرعام 1998 بالبحرين، وبطولة كاس العرب عام 1998 بدولة قطر، والدورة العربية الرابعة عام 1999 بابوظبي، وتصفيات أمم آسيا الثالثة عشر عام 2000 بالإمارات.

## نادي النصر
لعب حسين سهيل ولد، المولود في منطقة الجميرا بدبي، مع نادي النصر الرياضي بدبي، في مركز قلب الدفاع، وحقق مع ناديه بطولة الدوري المشترك عام 1985، وبطولة الدوري العام للموسم 1985-1986، وحقق بطولة كاس صاحب سمو رئيس الدولة ثلاث مرات، وبطولة كأس السوبر للموسمين (95، 96). 
وشارك مع ناديه في في بطولة مجلس التعاون الخليجي للأندية عام 1985 بالسعودية، بطولة مجلس التعاون الخليجي للأندية عام 1986 بالكويت، والبطولة العربية للأندية أبطال الدوري عام 1991، وبطولة كأس الكؤوس العربية بتونس موسم 95. 

## الألقاب والإنجازات
- صاحب أسرع هدف في تاريخ كأس القارات.[1][2][3]